# سم گراهام
سم گراهام (انگلیسی: Sam Graham؛ زادهٔ ۱۳ اوت ۲۰۰۰) بازیکن فوتبال است.
از باشگاه‌هایی که در آن بازی کرده‌است می‌توان به باشگاه فوتبال اولدهام اتلتیک، باشگاه فوتبال شفیلد یونایتد، باشگاه فوتبال سنترال کوئست مارینرز، باشگاه فوتبال هالیفاکس تاون، و باشگاه فوتبال نوتس کانتی اشاره کرد.